# Лебедев, Иван Александрович (судья)
Иван Александрович Лебедев (1861, Архангельская губерния — после 1917) — социалист-революционер, судебный следователь, мировой судья, депутат II Государственной думы Российской империи от Архангельской губернии, член двух думских комиссий (1907).

## Биография
Сведения о дате рождения Ивана Лебедева рознятся в зависимости от источника: по одним данным он родился в 1861 году, по другим — пятью годами ранее, в 1856. Точно установлено, что Иван появился на свет в Архангельской губернии в семье священника, отца Александра Лебедева. Молодой Иван Александрович окончил четыре класса Олонецкой духовной семинарии, но не завершил курс духовного обучения. Затем он поступил в Демидовский юридический лицей в Ярославле, известный также как Ярославское Демидовское училище высших наук. В 1883 году Лебедев завершил лицейский курс и получил высшее юридическое образование — при выпуске он был удостоен медали за финальное сочинение, озаглавленное «О земском самоуправлении в России».
Став специалистом с высшим образованием, Лебедев пять лет, с 1884 по 1889 год, служил судебным следователем в родной губернии. Затем, с 1900 года и вплоть до избрания в Госдуму, он являлся мировым судьёй первого участка города Архангельска. Хотя в этот период Иван Александрович не входил ни в одну из российских партий, по политическим взглядам он примыкал к Партии социалистов революционеров (ПСР): в частности, он являлся соратником по партийной работе и по участию в различных архангельских обществах депутата Первой Думы И. В. Галецкого, осуждённого царским судом за подписание Выборгского воззвания.
6 февраля 1907 года личный дворянин И. А. Лебедев был избран во Вторую Государственную думу Российской империи от общего состава выборщиков избирательного собрания Архангельской губернии. На момент избрания он имел чин статского советника.
Информация о политических предпочтения Ивана Лебедева во II Думе несколько противоречива: по одним данным он вошёл во фракцию (именуемую также группой) социалистов-революционеров, по другим — примкнул к Трудовой фракции (стал «трудовиком», по думской классификации).
До скандального разгона российского парламента второго созыва (см. Третьеиюньский переворот), Лебедев успел стать членом двух думских комиссий: комиссии по запросам к депутатам и комиссии о местном суде.
Из последующей, «последумской» биографии Ивана Александровича Лебедева на сегодняшний день известен всего один факт: в дни Февральской революции, в марте 1917 года, он послал приветствие в адрес депутатов Четвёртой Госдумы «в связи с победой революции» в Империи.